# Valašské Meziříčí
Valašské Meziříčí es una ciudad de la República Checa ubicada en el distrito de Vsetín en la región de Zlín.
En 2017 tenía 22 309 habitantes.
Se conoce su existencia desde 1377. Su topónimo es un compuesto derivado de mezi-říčí, que significa "entre ríos". El añadido "Valašské" hace referencia a que se ubica en la región histórica de la Valaquia Morava.
Se ubica sobre la carretera 57 a medio camino entre Vsetín y Nový Jičín.